# 迈克尔·怀斯曼
迈克尔·怀斯曼（英語：Michael Wiseman，1977年6月24日—），澳大利亚男子赛艇运动员。他曾代表澳大利亚参加世界赛艇锦标赛，获得一枚金牌和一枚铜牌，均来自男子轻量级八人单桨有舵手项目。